# Szinnyei József (nyelvész)
Ifjabb Szinnyei József (született Ferber József Károly Vince; Pozsony, 1857. május 26. – Budapest, 1943. április 14.) nyelvész, egyetemi tanár, a Magyar Tudományos Akadémia rendes tagja és osztálytitkára. A  Budapesti Tudományegyetem korábbi rektora.

## Életpályája
Id. Szinnyei József, a neves bibliográfus és gancsházi Gancs Klementina elsőszülött gyermeke. A gimnázium első két évét szülővárosában, Pozsonyban végezte, majd Pesten folytatta tanulmányait. Az érettségi után, 1875–1878 között a Budapesti Tudományegyetem Bölcsészettudományi Karának hallgatója volt, magyar és német irodalmi, valamint finnugor nyelvészeti tanulmányokkal foglalkozott.  A diploma megszerzése után, 1879-ben állami ösztöndíjjal az akkor még ismeretlen Finnországba utazott. Egy év alatt sok barátra és kiváló nyelvtudásra tett szert, ami meghatározta további érdeklődését és tudományos pályáját, s nem utolsó sorban a finn–magyar kultúrkapcsolatok alakulására is hatással volt. 1881–1886 között könyvtári tisztviselőként dolgozott a Magyar Nemzeti Múzeumban, közben 1883-ban a Budapesti Tudományegyetemen a finn nyelv és irodalom magántanára lett, 1884-ben pedig az MTA levelező tagjává választotta. 
1886-tól a kolozsvári Ferenc József Tudományegyetem magyar nyelv és irodalom nyilvános rendkívüli, 1888-tól nyilvános rendes tanára volt, ahol finnugor összehasonlító nyelvészeti előadásokat is tartott. Az 1890/91-es tanévben az egyetem Bölcsészet-, Nyelv- és Történettudományi Karának dékánja volt. Budenz József halála után, 1893-ban megkapta nyilvános rendes tanári kinevezését a Budapesti Tudományegyetemre, ő lett az ural-altaji összehasonlító nyelvészet tanszékének (a későbbi Finnugor Tanszék) professzora.  Ezt a posztot nyugdíjba meneteléig, 1928-ig töltötte be, közben 1909/10-ben a filozófiai kar dékánjaként, 1923/24-ben az egyetem rektoraként is működött. 1928-tól haláláig az MTA Könyvtárát vezette főkönyvtárnoki minőségben. 1896-ban az MTA rendes tagjává, 1906-ban az I. (nyelv- és széptudományi) osztály titkárává választotta. 1927–1942 között a Felsőház tagja volt az MTA képviseletében.

## Családja
Testvérei: Szinnyei Ferenc (1875–1947) irodalomtörténész és Szinnyei Otmár (1859–1904), a budapesti Első Hazai Takarékpénztár-egyesület titkára. Felesége Hilma Rosendahl, a helsinki finn színház tagja (Tampere, 1859. szeptember 24 – Budapest, 1939. szeptember 15.), akivel finnországi tartózkodása idején, 1880-ban házasodott össze. Gyermekei: Szinnyei József Lőrinc (1881–1951) orvos, Szinnyei Elemér (1882–1906), Szinnyei Margit (1884–???), Szinnyei László Antal (1888–1907). Elemér és László tüdőbajban hunyt el fiatalon, egy kisfia (1891) csak két hetet élt.

## Munkássága
Az MTA Nyelvtudományi Bizottságának elnöke (1898-tól) Az MTA I. Osztálya titkára (1906. márc. 23.–1938. dec. 31.). Az MTA igazgatótagja (1922-től), a Szótári Bizottság elnöke (1925-től), a helyesírási albizottság elnöke (1939-ig), az MTA I. Osztálya Nyelvművelő szakosztályának elnöke (1933-tól). A Szent István Akadémia tagja (r.: 1916).
Az Erdélyi Múzeum Egyesület Bölcsészet-, Nyelv- és Történettudományi Szakosztálya titkára (1891–1893), a Magyar Nyelvtudományi Társaság alelnöke (1904–1922), elnöke (1922-től), a Kőrösi Csoma Társaság alelnöke. A budapesti Állami Középiskolai Tanárvizsgáló Bizottság elnöke (1920-tól) és az Országos Közoktatási Tanács tagja (1921-től). A Magyar Néprajzi Társaság választmányi tagja, a Budapesti Philologiai Társaság tiszteleti tagja.
A helsingforsi Suomalaisen Kirjallisuuden Seura [Finn Irodalmi Társaság] levelező (1884), majd tiszteleti tagja (1927), valamint a Suomalais-ugrilainen Seura [Finnugor Társaság] és a Kalevalaseura [Kalevala Társaság] tiszteleti tagja.
A Finn Tudományos Akadémia tiszteleti, a Norvég Tudományos Akadémia külső tagja (1928-tól).

## Folyóiratszerkesztések
Az 
Ország–Világ (1880–1882), az Erdélyi Múzeum (1891–1893), a Nyelvtudományi Közlemények c. folyóiratok (1896–1930) és az Értekezések a nyelv- és széptudományok köréből c. könyvsorozat szerkesztője (1906–1937). 

## Főbb művei
- Irodalmunk története 1711-1772-ig. Budapest, 1876. (Ism. Századok, Budapesti Szemle, Tájékozó, Pester Lloyd 258. sz., Hon 115. sz., Pesti Napló 115. sz.)
- A tudomány, irodalom és művészet állapota Magyarországon Mátyás trónraléptétől a mohácsi vészig. (A M. Tud. Akadémia Gorove-jutalmával jutalmazott pályamű 1877. Kéziratban az Akadémia levéltárában).
- A magyar irodalomtörténet-írás ismertetése. Uo. 1877. (Különnyomat a Figyelőből. 2. kiad. Uo. 1878. Ism. Budapesti Szemle, Kelet Népe 95. sz., Ellenőr 83. sz., Pesti Napló 83. sz., Hon 85. sz.)
- Magyarország természettudományi és mathematikai könyvészete, 1472-1875 | Bibliotheca Hungarica Historiae Naturalis Et Matheseos, (Id. Szinnyei Józseffel közösen) Atheneum R.T Budapest, 1878.
- Unkarin kielen oppikirja. [A magyar nyelv tankönyve]. (Társszerző: Antti Jalava). Suomalaisen Kirjallisuuden Seura, Helsingfors, 1880.
- Az ezer tó országa. . Franklin Társulat,  Budapest, 1882. (Ism. Fővárosi Lapok 50. sz., Pester Lloyd 60. sz., Pesti Napló 76. sz., Prot. Egyh. és Isk. Lap 221. l., Uusi Suometar 83. és 85. sz.)
- A magyar nyelv rokonai. A nagyközönség számára. Franklin Társulat, Budapest, 1883. (Ism. Egyetértés jan. 14. Nemzet jan. 28.)
- Kuuluuko unkarin kieli suomalais-ugrilaiseen kieliheimoon? [A finnugor nyelvcsaládba tartozik-e a magyar nyelv?] Suomalaisen Kirjallisuuden Seura, Helsingfors, 1883. (Különnyomat az Uusi Suometarból).
- A magyar nyelv eredete. Észrevételek Vámbéry Á. «A magyarok eredete» cz. művének nyelvészeti részére. Egyetemes Philológiai Közlöny VII: 61–80, 200–245. Különnyomat: Knoll Károly Bizománya, Budapest, 1883.
- Suomen kielen heimolaiset. [A finn nyelv rokonai] Werner Söderström, Porvoo. 1883.
- Finn-magyar szótár. Magyar Tudományos Akadémia, Budapest, 1884. (Ism. E. Philologiai Közlöny, Uusi Suometar 41. sz.).
- Iskolai magyar nyelvtan mondattani alapon. I. és II. r. Budapest, 1884. (I. r. 2-14. kiad. 1884, 1886, 1888, 1889, 1894, 1897, 1898, 1899, 1900, 1901, 1902, 1904, 1906. II. r. 2. 10. kiad. 1886, 1889, 1894, 1899, 1900, 1902, 1904, 1905, 1908. 19. kiad. 1926 és utánnyomások 1935-ig. Ism. 1884: Magyar Tanügy, Prot. Egyh. és Isk. Lap, Orsz. Középisk. Tanáregyl. Közlöny, Felső Nép- és Polg. Isk. Közlöny, Nemzeti Nőnevelés, Budapesti Hirlap febr. 27.)
- Rendszeres magyar nyelvtan. Budapest, 1885. (2-15. kiad. 1888, 1889, 1892, 1897, 1898, 1899, 1901, 1903, 1905, 1907, 1913, 1922, 1923 és utánnyomások Ism. 1885: Egyet. Philol. Közlöny, Budapesti Hirlap; 1898: Magyar Paedagogia).
- Finn olvasókönyv mondattani példatárral. (Ugor kézikönyvek 2. Budapest, 1885, 5. jav. kiad. 1915, 6. kiad. 1922).
- Révai Miklós és Verseghy Ferencz életrajza. Pozsony, 1885
- Horváth Mihály és Szalay László életrajza. Pozsony, 1885
- Magyar olvasókönyv. I-III. r. Budapest, 1887. (Ism. Orsz. Középisk. Tanáregyl. Közlöny. I. r. 2-11. kiad. 1889, 1891, 1893, 1894, 1897, 1898, 1899, 1900, 1901, 1902, 1905, 1906; II. r. 2-8. kiad. 1890, 1894, 1898, 1899, 1901, 1902, 1905, 1908; III. r. 2-7. kiad. 1891, 1897, 1900. 1901, 1902, 1905).
- A magyar nyelv rendszere. Budapest, 1887. (Ism. Orsz. Középisk. Tanáregyl. Közlöny, E. Philologiai Közlöny).
- A magyar nyelv. (Az előbbinek teljesen átdolgozott második kiadása). Budapest, 1897. (Ism. Magyar Nyelvőr. 3-7. kiad. 1899, 1902, 1904, 1906, 1909. 3. kiad. ism. Egyet. Philol. Közlöny 1903.)
- A nyelvtudományról és néhány más tudományhoz való viszonyáról. (Dékáni beszéd.) Kolozsvár, 1891. (Különnyomat az egyetemi Beszédek gyűjteményéből).
- Magyar tájszótár. I-II. 1893-1896; 1897-1901. Hornyánszky Viktor, Budapest, (Ism. Budapesti Hirlap 1893. 212. sz., Nyelvtud. Közlemények XXIII., Orsz. Középisk. Tanáregyes. Közlöny 1894, M. Nyelvőr XXVI. 1897., Anzeiger der Finnisch-ugrischen Forschungen IV.)
- Budenz József: Finn nyelvtan. 3. kiad. (Átdolg.) Uo. 1894. (=Finnugor Kézikönyvek. I. Ism. Nyelvtud. Közlem. XXIV., Egyet. Philol. Közlöny XIX. 1895. 4-6. kiad. 1896, 1900, 1905.).
- Finn olvasókönyv mondattani példatárral. Budapest, 1895. (=Finnugor Kézikönyvek. II. 2-4. kiad. 1896, 1902, 1908, 5. jav. kiad. 1915, 6. kiad. 1922).
- Hogy hangzott a magyar nyelv az Árpádok korában? Budapest, 1895. (Különnyomat a Magyar Nyelvőrből. Ism. Archiv für slavische Philologie XVIII.)
- Magyar Nyelvhasonlítás. (I. Bevezetés a finnugor összehasonlító nyelvészetbe. II. Vázlatos összehasonlító magyar nyelvtan. III. Összehasonlító szójegyzék.) Budapest, 1896. (=Finnugor Kézikönyvek. III.) 27. jav. és bőv. kiad. 1903, 1905, 1909, 1915, 1927. (Ism. M. Nyelvőr XXVI. 1897; Egyet. Philol. Közlöny XXVII. 1903; XXX. 1906.)
- Középkori nyelvemlékeink olvasása (Akadémiai székfoglaló) Nyelvtudományi Közlemények 27 (1897): 241–72, 361–85.
- Finn-magyar szójegyzék. Budapest, 1905. (=Finnugor Kézikönyvek. IV.)
- A magyarság eredete, nyelve és honfoglaláskori műveltsége. Franklin Társulat, Budapest, 1910.
- Finnisch-ugrische Sprachwissenschaft. G. J. Göschen’sche Verlagshandlung, Leipzig, 1910.
- Die Herkunft der Ungarn, ihre Sprache und Urkultur De Gruyter, Berlin – Leipzig., 1923.
- A Magyar Tudományos Akadémia és a magyar nyelvtudomány Budapest, 1925
- A Halotti Beszéd hang- és alaktana. A Magyar Nyelvtudományi Társaság Kiadványai 23. Budapest, 1926.
- A magyar nyelv Budapest, 1929 (Második kiadás: 1935)
- Jó magyarság Budapest, 1935